# Cronologia

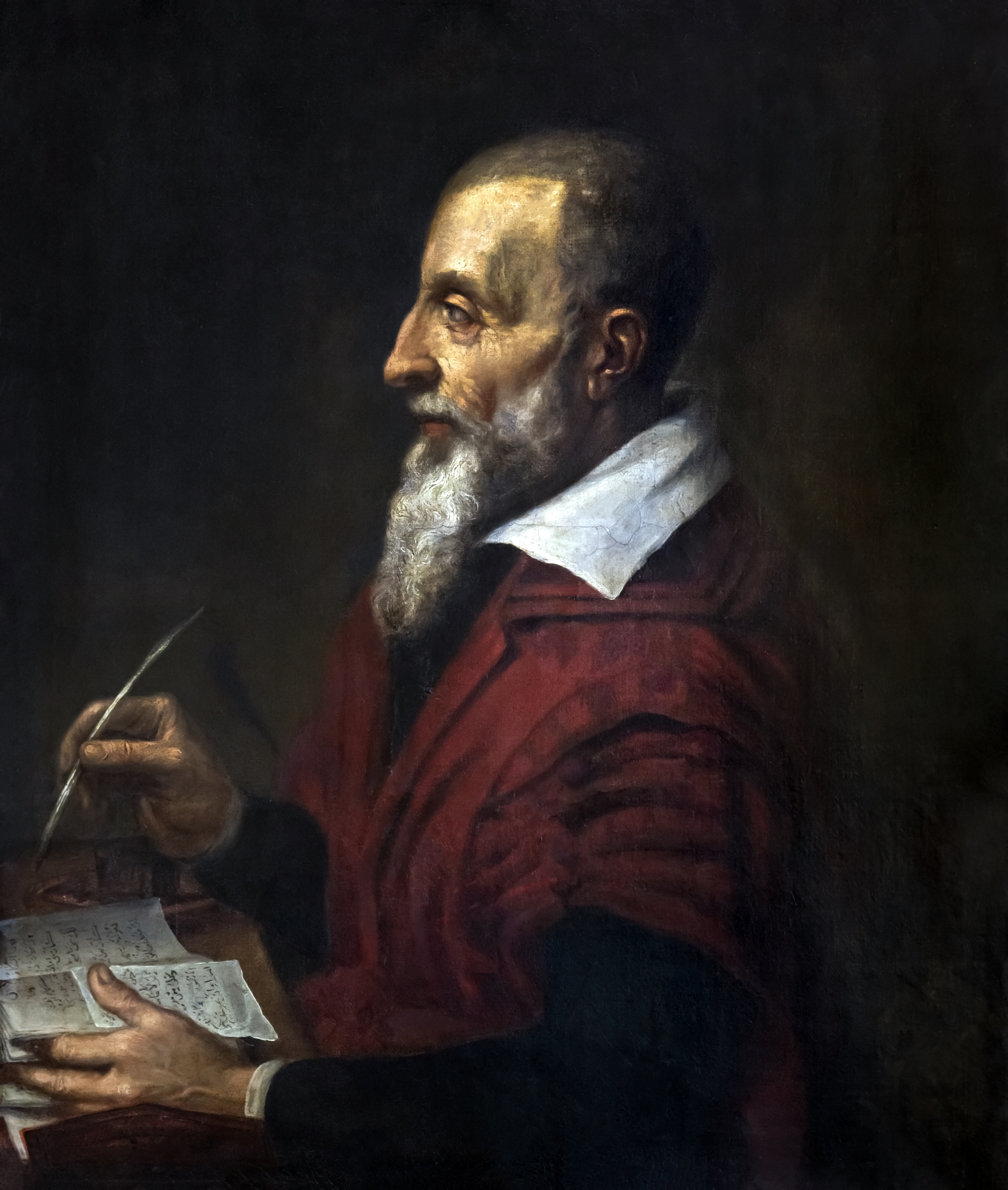
De emendatione temporum (1583) de Joseph Justus Scaliger começou a moderna ciência da cronologia

A cronologia (do latim chronologia, do grego antigo χρόνος, chrónos, "tempo"; e -λογία, -logia) é a ciência de organizar eventos em sua ordem de ocorrência no tempo. Considere, por exemplo, o uso de uma linha do tempo ou sequência de eventos. É também "a determinação da sequência temporal real de eventos passados".
A cronologia faz parte da periodização. É também uma parte da disciplina de história, incluindo história da Terra, ciências da Terra e estudo da escala de tempo geológica.

## Campos relacionados
A cronologia é a ciência de localizar eventos históricos no tempo. Baseia-se na cronometria, também conhecida como cronometria, e na historiografia, que examina a escrita da história e o uso de métodos históricos. A datação por radiocarbono estima a idade de seres antes vivos medindo a proporção do isótopo de carbono-14 em seu conteúdo de carbono. A dendrocronologia estima a idade das árvores por correlação dos vários anéis de crescimento em sua madeira com as sequências de referência ano a ano conhecidas na região para refletir a variação climática ano a ano. A dendrocronologia é usada por sua vez como uma calibração e referência para curvas de datação por radiocarbono.

## Calendário e época
Os termos familiares calendário e era (na acepção de um sistema coerente de anos civis numerados) dizem respeito a dois conceitos fundamentais complementares de cronologia. Por exemplo, durante oito séculos o calendário pertencente à era cristã, época que foi usada no século VIII por Beda, foi o calendário juliano, mas depois do ano 1582 passou a ser o calendário gregoriano. Dionísio, o Exíguo (por volta do ano 500) foi o fundador dessa época, que é hoje o sistema de datação mais difundido do planeta. Uma época é a data (geralmente o ano) em que uma era começa.

### Condição de Ab Urbe
Ab Urbe condita é Latin para "a partir da fundação da cidade (Roma)", tradicionalmente fixado em 753 a.C. Foi usado para identificar o ano romano por alguns historiadores romanos. Os historiadores modernos o usam com muito mais freqüência do que os próprios romanos; o método dominante de identificar os anos romanos era nomear os dois cônsules que ocuparam o cargo naquele ano. Antes do advento da edição crítica moderna de obras históricas romanas, AUC foi indiscriminadamente adicionado a eles por editores anteriores, fazendo com que parecesse mais amplamente usado do que realmente era.
Foi usado sistematicamente pela primeira vez apenas por volta do ano 400, pelo historiador ibérico Orosius. O papa Bonifácio IV, por volta do ano 600, parece ter sido o primeiro a fazer uma conexão entre estes e Anno Domini. (AD 1 = AUC 754)

### Era astronômica
A era Anno Domini de Dionísio, o Exíguo (que contém apenas os anos civis DC) foi estendida por Beda à era cristã completa (que contém, além disso, todos os anos civis AC, mas nenhum ano zero). Dez séculos depois de Beda, os astrônomos franceses Philippe de la Hire (no ano de 1702) e Jacques Cassini (no ano de 1740), puramente para simplificar certos cálculos, colocaram a data juliana (proposto no ano de 1583 por Joseph Justus Scaliger) e com ele uma era astronômica em uso, que contém um ano bissexto zero, que precede o ano 1 (DC).

## Pré-história

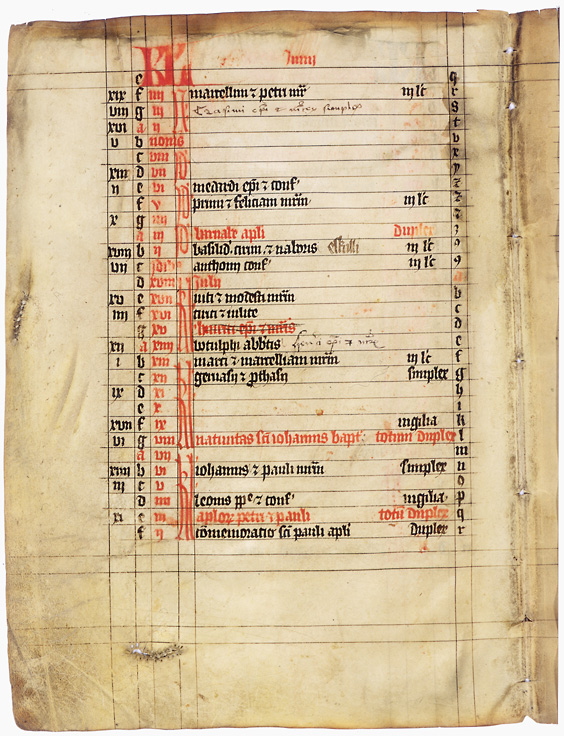
Calendário de santos

Embora de importância crítica para o historiador, os métodos de determinação da cronologia são usados na maioria das disciplinas da ciência, especialmente astronomia, geologia, paleontologia e arqueologia.
Na ausência de uma história escrita, com suas crônicas e listas de reis, os arqueólogos do final do século XIX descobriram que podiam desenvolver cronologias relativas baseadas em técnicas e estilos de cerâmica. No campo da egiptologia, William Flinders Petrie foi o pioneiro na datação de sequências para penetrar nos tempos neolíticos pré-dinásticos, usando grupos de artefatos contemporâneos depositados juntos em um único momento em túmulos e trabalhando metodicamente para trás desde as primeiras fases históricas do Egito. Este método de datação é conhecido como seriação.
As mercadorias conhecidas descobertas em estratos em locais às vezes bem distantes, o produto do comércio, ajudaram a estender a rede de cronologias. Algumas culturas mantiveram o nome aplicado a eles em referência a formas características, por falta de uma ideia do que eles chamavam a si mesmos: "O Povo do Copo" no norte da Europa durante o terceiro milênio AEC, por exemplo. O estudo dos meios de colocar cerâmica e outros artefatos culturais em algum tipo de ordem prossegue em duas fases, classificação e tipologia: a classificação cria categorias para fins de descrição e a tipologia busca identificar e analisar as mudanças que permitem que os artefatos sejam colocados em sequências.
As técnicas de laboratório desenvolvidas principalmente após meados do século XX ajudaram a constantemente revisar e refinar as cronologias desenvolvidas para áreas culturais específicas. Métodos de datação não relacionados ajudam a reforçar uma cronologia, um axioma de evidências corroborativas. Idealmente, os materiais arqueológicos usados para datar um sítio devem complementar-se e fornecer um meio de verificação cruzada. As conclusões tiradas de apenas uma técnica sem suporte são geralmente consideradas não confiáveis.

## Sincronismo
O problema fundamental da cronologia é sincronizar eventos. Ao sincronizar um evento, torna-se possível relacioná-lo com a hora atual e comparar o evento com outros eventos. Entre os historiadores, uma necessidade típica é sincronizar os reinados de reis e líderes para relacionar a história de um país ou região com a de outro. Por exemplo, a Crônica de Eusébio (325 DC) é uma das principais obras do sincronismo histórico. Este trabalho tem duas seções. O primeiro contém crônicas narrativas de nove reinos diferentes: Caldeu, Assírio, Medo, Lídio, Persa, Hebraico, Grego, Peloponeso, Asiático e Romano. A segunda parte é uma longa mesa que sincroniza os eventos de cada um dos nove reinos em colunas paralelas.
Ao comparar as colunas paralelas, o leitor pode determinar quais eventos foram contemporâneos ou quantos anos separaram dois eventos diferentes. Para colocar todos os eventos na mesma escala de tempo, Eusébio usou uma era Anno Mundi (AM), o que significa que os eventos foram datados do suposto início do mundo como calculado a partir do Livro do Gênesis no Pentateuco hebraico. De acordo com o cálculo usado por Eusébio, isso ocorreu em 5199 a.C. A Crônica de Eusébio foi amplamente usada no mundo medieval para estabelecer as datas e horários de eventos históricos. Cronógrafos subsequentes, como Jorge Sincelo (falecido por volta de 811), analisaram e elaboraram o Chronicon comparando-o com outras cronologias. O último grande cronógrafo foi Joseph Justus Scaliger (1540-1609) que reconstruiu o Chronicon perdido e sincronizou toda a história antiga em suas duas principais obras, De emendatione temporum (1583) e Thesaurus temporum (1606). Muitas das datações históricas modernas e da cronologia do mundo antigo derivam, em última análise, dessas duas obras.
Além dos métodos literários de sincronismo usados por cronógrafos tradicionais como Eusébio, Sincelo e Scaliger, é possível sincronizar eventos por meios arqueológicos ou astronômicos. Por exemplo, o Eclipse de Tales, descrito no primeiro livro de Heródoto, pode potencialmente ser usado para datar a Guerra da Lídia porque o eclipse ocorreu durante uma importante batalha naquela guerra. Da mesma forma, vários eclipses e outros eventos astronômicos descritos em registros antigos podem ser usados para sincronizar astronomicamente eventos históricos. Outro método para sincronizar eventos é o uso de achados arqueológicos, como cerâmica, para fazer a datação em sequência.

### Publicado nos séculos XVIII a XIX
- Weeks, J. E. (1701). The gentleman's hour glass; or, An introduction to chronology; being a plain and compendious analysis of time. Dublin: James Hoey.
- Hodgson, J., Hinton, J., & Wallis, J. (1747). An introduction to chronology:: containing an account of time; also of the most remarkable cycles, epoch's, era's, periods, and moveable feasts. To which is added, a brief account of the several methods proposed for the alteration of the style, the reforming the calendar, and fixing the true time of the celebration of Easter. London: Printed for J. Hinton, at the King's Arms in St Paul's Church-yard.
- Smith, T. (1818). An introduction to chronology. New York: Samuel Wood.

### Publicado no século XX
- Keller, H. R. (1934). The dictionary of dates. New York: The Macmillan company.
- Poole, R. L., & Poole, A. L. (1934). Studies in chronology and history. Oxford: Clarendon Press.
- Langer, W. L., & Gatzke, H. W. (1963). An encyclopedia of world history, ancient, medieval and modern, chronologically arranged. Boston: Houghton Mifflin.
- Momigliano, A. "Pagan and Christian Historiography in the Fourth Century A.D." in A. Momigliano, ed., The Conflict Between Paganism and Christianity in the Fourth Century,The Clarendon Press, Oxford, 1963, pp. 79–99
- Williams, N., & Storey, R. L. (1966). Chronology of the modern world: 1763 to the present time. London: Barrie & Rockliffe.
- Steinberg, S. H. (1967). Historical tables: 58 B.C.-A.D. 1965. London: Macmillan.
- Freeman-Grenville, G. S. P. (1975). Chronology of world history: a calendar of principal events from 3000 BC to AD 1973. London: Collings.
- Neugebauer, O. (1975). A History of Ancient Mathematical Astronomy Springer-Verlag.
- Bickerman, E. J. (1980). The Chronology of the Ancient World. London: Thames and Hudson.
- Whitrow, G. J. (1990). Time in history views of time from prehistory to the present day. Oxford [u.a.]: Oxford Univ. Press.
- Aitken, M. (1990). Science-Based Dating in Archaeology. London: Thames and Hudson.
- Richards, E. G. (1998). Mapping Time: The Calendar and History. Oxford University Press.

### Publicado no século XIX
- Koselleck, R. "Time and History." The Practice of Conceptual History. Timing History, Spacing Concepts. Palo Alto: Stanford University Press, 2002.
- Ronald H. Fritze;  et al. (2004). «Chronologies, Calendars, and Lists of Rulers». Reference Sources in History: An Introductory Guide 2nd ed. [S.l.]: ABC-CLIO. p. 4+. ISBN 978-0-87436-883-3
- Olena V. Smyntyna (2009). «Chronology». In:  H. James Birx. Encyclopedia of Time: Science, Philosophy, Theology, & Culture. [S.l.]: Sage. ISBN 978-1-4129-4164-8
- Daniel Rosenberg; Anthony Grafton (2009). Cartographies of Time: A History of the Timeline. New York: Princeton Architectural Press. ISBN 9781568987637